# MasterChef Italia (quattordicesima edizione)
La quattordicesima edizione del talent show culinario MasterChef Italia, composta da 12 puntate e 24 episodi, è andata in onda in prima serata su Sky Uno dal 12 dicembre 2024 al 27 febbraio 2025. La giuria è stata composta da Bruno Barbieri, Antonino Cannavacciuolo e Giorgio Locatelli. La produzione è a carico di Endemol Shine.
A risultare vincitrice è Yi Lan "Anna" Zhang, consulente di moda internazionale, che si è aggiudicata un assegno di 100.000 euro in gettoni d’oro, il suo primo libro di ricette e la possibilità di frequentare un corso di alta cucina ad ALMA. Il libro è stato pubblicato nel marzo 2025 dalla casa editrice Baldini+Castoldi e si intitola "Pentole e zodiaco. Il mio gioco da tavola". (ISBN 979-1254942413)
La trasmissione è disponibile anche nelle piattaforme pay Now e Sky Go. Anche per questa edizione, la radio partner è RTL 102.5.

## Concorrenti
| Nome                     | Età | Occupazione                        | Provenienza                | Classifica | Prove vinte | Individuali | In brigata | Golden Pin ricevute | Tra i migliori nella mystery box |
| ------------------------ | --- | ---------------------------------- | -------------------------- | ---------- | ----------- | ----------- | ---------- | ------------------- | -------------------------------- |
| Yi Lan "Anna" Zhang      | 32  | Consulente di moda                 | Milano                     | 1º         | 9           | 6           | 3          | 1                   | 7                                |
| Jacopo "Jack" Canevali   | 26  | Content creator                    | Cesano Boscone (MI)        | 2º         | 4           | 3           | 1          | 1                   | 7                                |
| Simone Grazioso          | 36  | Imprenditore edile                 | La Morra (CN)              | 2º         | 4           | 4           | 0          | 1                   | 4                                |
| Mary Cuzzupè             | 30  | Manager delle risorse umane        | Villongo (BG)              | 4º         | 2           | 1           | 1          | 0                   | 3                                |
| Franco Della Bella       | 43  | Direttore marketing                | Milano                     | 5º         | 6           | 1           | 5          | 0                   | 4                                |
| Katia Bassolino          | 43  | Impiegata                          | Mariglianella (NA)         | 6º         | 4           | 1           | 3          | 1                   | 2                                |
| Claudio Ciraci           | 33  | Titolare di un centro di revisioni | San Michele Salentino (BR) | 7º         | 3           | 2           | 1          | 1                   | 2                                |
| Giovanni "Gianni" Marino | 30  | Commesso                           | Bagheria (PA)              | 8º         | 4           | 0           | 4          | 0                   | 1                                |
| Alessia Scita            | 21  | Cameriera                          | Parma                      | 9º         | 3           | 0           | 3          | 0                   | 1                                |
| Samuele Uva              | 19  | Disoccupato                        | Desenzano del Garda (BS)   | 10º        | 2           | 1           | 1          | 1                   | 1                                |
| Sara Ferretti            | 27  | Modella                            | Napoli                     | 11º        | 2           | 1           | 1          | 0                   | 1                                |
| Giuseppe "Pino" Iacobbe  | 61  | Falegname                          | Miglianico (CH)            | 12º        | 1           | 0           | 1          | 0                   | 1                                |
| Linda Mirabella          | 49  | Barista                            | Torino                     | 13º        | 1           | 0           | 1          | 0                   | 1                                |
| Reza Djebbelly           | 56  | Consulente vendite                 | Roma                       | 14º        | 0           | 0           | 0          | 0                   | 0                                |
| Martina Buriani          | 25  | Capocameriera                      | Pietrasanta (LU)           | 15º        | 2           | 0           | 2          | 0                   | 0                                |
| Laura Tampellini         | 29  | Disoccupata                        | Gambara (BS)               | 16º        | 1           | 0           | 1          | 0                   | 1                                |
| Gaetano Di Trapani       | 19  | Studente di economia               | Palermo                    | 17º        | 1           | 0           | 1          | 0                   | 0                                |
| Ilaria di Lelio          | 26  | Animatrice per bambini             | Roma                       | 18º        | 0           | 0           | 0          | 0                   | 0                                |
| Giulio Valtriani         | 35  | Bagnino                            | Cascina (PI)               | 19º        | 0           | 0           | 0          | 0                   | 0                                |
| Simone Bazzali           | 29  | Contadino                          | Sospirolo (BL)             | 20º        | 0           | 0           | 0          | 0                   | 0                                |

### Tabella delle eliminazioni
| __Puntate__ | 3                    | 3                    | 4                | 4                | 5                                         | 5                                         | 6                | 6                | 7                                     | 7                                     | 8          | 8          | 9                   | 9                   | 10             | 10             | 11                  | 11                  | 12                       | 12                       |
| Mystery Box | Claudio Franco Laura | Claudio Franco Laura | Anna Jack Gianni | Anna Jack Gianni | Samuele Alessia Anna Jack Linda Simone G. | Samuele Alessia Anna Jack Linda Simone G. | Jack Franco Sara | Jack Franco Sara | Simone G. Franco Jack Katia Mary Pino | Simone G. Franco Jack Katia Mary Pino | Katia Anna | Katia Anna | Claudio Anna Franco | Claudio Anna Franco | Jack Anna Mary | Jack Anna Mary | Simone G. Anna Jack | Simone G. Anna Jack | Simone G. Anna Jack Mary | Simone G. Anna Jack Mary |
| Anna        | SALVA                | PRIMI 9              | IMMUNE           | PRIMI 8          | IMMUNE                                    | PRIMA                                     | PRIMA            | SECONDA          | PRIMA                                 | ULTIMI 6                              | ULTIMI 5   | IMMUNE     | SALVA               | PRIMI 2             | ULTIMI 3       | SECONDA        | ._PRIMA._           | PRIMA               | FINALISTA                | VINCITRICE               |
| Jack        | SALVO                | ULTIMI 8             | IMMUNE           | PRIMI 8          | SALVO                                     | SECONDO                                   | SALVO            | PRIMO            | SALVO                                 | ULTIMI 6                              | ULTIMI 5   | IMMUNE     | SALVO               | ULTIMI 6            | SALVO          | TERZO          | ULTIMI 3            | ULTIMI 4            | PRIMO                    | SECONDO                  |
| Simone G.   | PRIMO                | ULTIMI 8             | IMMUNE           | ULTIMI 8         | IMMUNE                                    | PRIMO                                     | SALVO            | SECONDO          | IMMUNE                                | ULTIMI 6                              | ULTIMI 5   | SALVO      | SALVO               | ULTIMI 6            | SALVO          | SECONDO        | SALVO               | ULTIMI 4            | IMMUNE                   | SECONDO                  |
| Mary        | SALVA                | PRIMI 9              | IMMUNE           | ULTIMI 8         | SALVA                                     | SECONDA                                   | SALVA            | PRIMA            | IMMUNE                                | ULTIMI 6                              | ULTIMI 5   | ULTIMI 4   | ULTIMI 3            | ULTIMI 6            | PRIMA          | PRIMA          | ULTIMI 3            | ULTIMI 4            | ELIMINATA                |                          |
| Franco      | SALVO                | PRIMI 9              | IMMUNE           | PRIMI 8          | ULTIMI 4                                  | SECONDO                                   | SALVO            | PRIMO            | IMMUNE                                | PRIMI 5                               | PRIMI 5    | IMMUNE     | ._PRIMO_.           | PRIMI 2             | SALVO          | PRIMO          | ULTIMI 3            | ELIMINATO           |                          |                          |
| Katia       | SALVA                | PRIMI 9              | ULTIMI 5         | ULTIMI 8         | ULTIMI 4                                  | PRIMA                                     | SALVA            | PRIMA            | IMMUNE                                | PRIMI 5                               | PRIMI 5    | IMMUNE     | SALVA               | ULTIMI 6            | ULTIMI 3       | ELIMINATA      |                     |                     |                          |                          |
| Claudio     | SALVO                | ULTIMI 8             | IMMUNE           | ULTIMI 8         | SALVO                                     | PRIMO                                     | SALVO            | PRIMO            | ULTIMI 3                              | ULTIMI 6                              | PRIMI 5    | ULTIMI 4   | ULTIMI 3            | ULTIMI 6            | ELIMINATO      |                |                     |                     |                          |                          |
| Gianni      | SALVO                | PRIMI 9              | IMMUNE           | PRIMI 8          | ULTIMI 4                                  | PRIMO                                     | SALVO            | PRIMO            | SALVO                                 | PRIMI 5                               | PRIMI 5    | ULTIMI 4   | ULTIMI 3            | ELIMINATO           |                |                |                     |                     |                          |                          |
| Alessia     | SALVA                | PRIMI 9              | IMMUNE           | ULTIMI 8         | IMMUNE                                    | TERZO                                     | SALVA            | PRIMA            | SALVA                                 | PRIMI 5                               | PRIMI 5    | ELIMINATA  |                     |                     |                |                |                     |                     |                          |                          |
| Samuele     | SALVO                | ULTIMI 8             | IMMUNE           | ULTIMI 8         | IMMUNE                                    | PRIMO                                     | SALVO            | SECONDO          | SALVO                                 | PRIMI 5                               | ELIMINATO  |            |                     |                     |                |                |                     |                     |                          |                          |
| Sara        | Non in gara          | Non in gara          | ULTIMI 5         | PRIMI 8          | PRIMA                                     | SECONDA                                   | ...ULTIMA...     | SECONDA          | ULTIMI 3                              | ELIMINATA                             |            |            |                     |                     |                |                |                     |                     |                          |                          |
| Pino        | Non in gara          | Non in gara          | ULTIMI 5         | PRIMI 8          | SALVO                                     | SECONDO                                   | SALVO            | PRIMO            | ELIMINATO                             |                                       |            |            |                     |                     |                |                |                     |                     |                          |                          |
| Linda       | SALVA                | ULTIMI 8             | IMMUNE           | PRIMI 8          | SALVA                                     | PRIMA                                     | SALVA            | ELIMINATA        |                                       |                                       |            |            |                     |                     |                |                |                     |                     |                          |                          |
| Reza        | ULTIMI 3             | ULTIMI 8             | SALVO            | ULTIMI 8         | SALVO                                     | ELIMINATO                                 |                  |                  |                                       |                                       |            |            |                     |                     |                |                |                     |                     |                          |                          |
| Martina     | SALVA                | PRIMI 9              | IMMUNE           | PRIMI 8          | ELIMINATA                                 |                                           |                  |                  |                                       |                                       |            |            |                     |                     |                |                |                     |                     |                          |                          |
| Laura       | ULTIMI 3             | PRIMI 9              | IMMUNE           | ELIMINATA        |                                           |                                           |                  |                  |                                       |                                       |            |            |                     |                     |                |                |                     |                     |                          |                          |
| Gaetano     | SALVO                | PRIMI 9              | ELIMINATO        |                  |                                           |                                           |                  |                  |                                       |                                       |            |            |                     |                     |                |                |                     |                     |                          |                          |
| Ilaria      | SALVA                | ULTIMI 8             | ELIMINATA        |                  |                                           |                                           |                  |                  |                                       |                                       |            |            |                     |                     |                |                |                     |                     |                          |                          |
| Giulio      | SALVO                | ELIMINATO            |                  |                  |                                           |                                           |                  |                  |                                       |                                       |            |            |                     |                     |                |                |                     |                     |                          |                          |
| Simone B.   | ELIMINATO            |                      |                  |                  |                                           |                                           |                  |                  |                                       |                                       |            |            |                     |                     |                |                |                     |                     |                          |                          |

     Il concorrente è il vincitore dell'intera edizione

     Il concorrente è il vincitore dell’invention test 

     Il concorrente ottiene l'immunità e non partecipa alla prova

     Il concorrente utilizza la Golden Pin ed è immune 

     Il concorrente passa dopo la prima fase dello Skill Test

     Il concorrente passa dopo la seconda fase dello Skill Test

     Il concorrente passa dopo la terza fase dello Skill Test

     Il concorrente va direttamente al secondo livello dello Skill Test

     Il concorrente fa parte della squadra vincente ed è salvo

     Il concorrente è il vincitore della sfida esterna ed è salvo

     Il concorrente fa parte della squadra perdente, deve affrontare il Pressure Test 

     Il concorrente fa parte della squadra perdente ma non deve affrontare il Pressure Test

     Il concorrente non partecipa alla sfida esterna e affronta direttamente il Pressure Test

     Il concorrente è tra i peggiori all'Invention Test e riceverà uno svantaggio nella sfida esterna

     Il concorrente è tra i peggiori ma non è eliminato

     Il concorrente è eliminato

     Il concorrente è stato ripescato e rientra in gara

     Il concorrente accede alla sfida finale

     Il concorrente perde la sfida finale

## Dettaglio delle puntate

### Prima puntata
Data: giovedì 12 dicembre 2024

#### Episodi 1 e 2 (selezioni)
- Ospite: Chiara Pavan

I primi due episodi si concentrano sui live cooking: ogni aspirante concorrente deve preparare il proprio piatto sulla base degli alimenti scelti in precedenza nella dispensa a loro disposizione. I concorrenti che riceveranno solo due sì riceveranno il grembiule grigio e dovranno affrontare il Blind Test, mentre per coloro che riceveranno il sì di tutti e tre i giudici è garantito l'accesso diretto alla MasterClass. La chef ospite Chiara Pavan farà da sorvegliante, assistendo al comportamento dei concorrenti durante la prova e tenendo conto in particolare dell'ordine e degli ingredienti sprecati e, in caso di necessità, potrà aiutare i giudici a determinare il verdetto finale. Una novità di quest'edizione è la possibilità di giocarsi un'entrata All-In, dove il concorrente riceve 10 minuti per completare il piatto davanti ai giudici, perdendo definitivamente la possibilità di prendere quello grigio. Altrimenti, il concorrente potrà ricevere anche il grembiule grigio ma avrà solamente 5 minuti a disposizione per cucinare. A entrare direttamente nella MasterClass sono Reza, Katia, Gaetano, Mary, Giulio e Ilaria.

### Seconda puntata
Data: giovedì 19 dicembre 2024

#### Episodio 3 (selezioni)
Proseguono le selezioni per entrare nella Masterclass. In questa puntata i concorrenti a ricevere il grembiule bianco sono Yi Lan "Anna", Franco, Jacopo "Jack" e Samuele.

#### Episodio 4 (Blind Test)
Nel Blind Test, i concorrenti si sfidano in vari duelli dove i giudici assaggiano i risultati senza sapere l'autore dei vari piatti. Il vincitore ottiene il grembiule bianco, mentre il perdente può essere eliminato o rimandato al giudizio finale. Linda e Tommaso si sfidano sul cuoppo fritto (vince Linda). Marta e Simone B. si sfidano sull'agnello alla scottadito (vince Simone B.). Leonardo e Alessia S. si sfidano sul filetto al pepe verde (vince Alessia S., mentre Leonardo viene rimandato). Gianni e Stefano devono fare un'insalata tiepida di calamaretti spillo (vince Gianni). Alice e Claudio devono preparare una tartare di pesce con salsa (Claudio vince, mentre Alice viene rimandata). Pino e Simone G. si sfidano sulla pasta alla carbonara (vengono rimandati entrambi). Sara e Francielle devono preparare una cotoletta alla valdostana con funghi trifolati (Sara viene rimandata). Alessia A. e Martina devono preparare le busiate con il pesto alla trapanese (vince Martina). Flaviano, Laura e Ludovico si sfidano sull'uovo poché con gli asparagi (vince Laura). Dopo i duelli, i giudici decidono di ammettere alla Masterclass anche Simone G., mentre Leonardo e Alice vengono eliminati. Il giudizio su Sara e Pino rimane sospeso.

### Terza puntata
Data: giovedì 26 dicembre 2024

#### Episodio 5
Partecipanti: Alessia, Anna, Claudio, Franco, Gaetano, Gianni, Giulio, Ilaria, Jack, Katia, Laura, Linda, Martina, Mary, Reza, Samuele, Simone B., Simone G.
- Mystery Box
  - Tema: Il nido
  - Ingredienti: Nocciola piemontese, salsiccia di cinta senese, pomodoro datterino pugliese, formaggio monte veronese, melanzana violetta, puntarelle, alici, zafferano, parmigiano reggiano, spaghettini, patate, uova di quaglia.
  - Piatti migliori: Alla fine il mio nido sei tu (Franco), Ni-do (Claudio), Il mio nido sicuro (Laura)
  - Vincitore: Claudio
- Invention Test
  - Tema: Il bosco, Claudio ha il vantaggio di scambiare di posto alcuni concorrenti durante la preparazione e sceglie di scambiare Samuele con Reza e Giulio con Jack. Claudio decide di usare la Golden Pin e salvarsi di conseguenza.
  - Piatto migliore: La pernice ai profumi di bosco (Simone G.)
  - Piatti peggiori: Sfumature di bosco (Simone B.), Saccottino di pernice (Laura), Incidente nel bosco (Reza)
  - Eliminato: Simone B.

#### Episodio 6
Partecipanti: Alessia, Anna, Claudio, Franco, Gaetano, Gianni, Giulio, Ilaria, Jack, Katia, Laura, Linda, Martina, Mary, Reza, Samuele, Simone G.
- Prova in esterna
  - Sede: Marano Lagunare
  - Ospiti: Chiara Pavan, 25 tra pescatori e familiari
  - Squadra blu: Mary (caposquadra, nominata da Simone G.), Katia, Anna, Martina, Laura, Gianni, Gaetano, Franco, Alessia
  - Squadra rossa: Simone G. (caposquadra), Samuele, Jack, Giulio, Linda, Claudio, Ilaria, Reza
  - Piatti del menu: Boretto alla maranese con polenta bianca, Cefalo alla brace con contorno a scelta e salsa a piacere (Squadra rossa), Risotto al gò, Anguilla alla brace con polenta bianca e salsa a piacere (Squadra blu)
  - Vincitori: Squadra blu
- Pressure Test
  - Sfidanti: Claudio, Giulio, Ilaria, Jack, Linda, Reza, Samuele, Simone G.
  - Prima prova: Abbinare correttamente vari tipi di polpette con gli ingredienti che le costituiscono (Si salvano Samuele, Jack, Linda, Ilaria e Reza)
  - Seconda prova: Cucinare due tipi diversi di polpette: al vapore e fritte. (Si salvano Simone G. e Claudio)
  - Eliminato: Giulio

### Quarta puntata
Data: giovedì 2 gennaio 2025

#### Episodio 7
Partecipanti: Alessia, Anna, Claudio, Franco, Gaetano, Gianni, Ilaria, Jack, Katia, Laura, Linda, Martina, Mary, Reza, Samuele, Simone G.
- Red Mystery Box
  - Tema: il cuore.
  - Ingredienti: cuore di vitello, cuore di merluzzo, pomodoro cuore di bue, cuore di palma, cuore di banano, cuore di tonno essiccato, crauto cuore, cuore di Bortigali, ciliegie durone cuore, pera melone.
  - Prova: i concorrenti che hanno cucinato il peggior piatto andranno direttamente al Pressure Test, dove si sfideranno con Pino e Sara, per i quali i giudici avevano mantenuto sospeso il giudizio del Blind Test. Oltre a vincere la Golden Pin, il vincitore avrà anche il vantaggio di poter scegliere uno dei piatti peggiori.
  - Piatti migliori: Che cavolo di cuore (Anna), Jack di cuori (Jack), Tachicardia (Gianni).
  - Vincitrice: Anna.
  - Piatti peggiori: Oggi ci ho messo tutto il cuore (Ilaria, nominata da Anna), Cuore matto (Katia), Il merluzzo è un cuore umano (Gaetano), Cuore di Giulio (Reza).
  - Sconfitti: Ilaria, Katia, Gaetano.
- Pressure Test
  - Sfidanti: Gaetano, Ilaria, Katia, Pino, Sara.
  - Prova: Anna ha il vantaggio di assegnare una coppia di ingredienti, tra quelle proposte dai giudici, a ciascun concorrente.
  - Assegnazioni della vincitrice della Mystery Box: cacio e pere (Ilaria), gamberi e ceci (Katia), carré di agnello e cavolo trunzu (Gaetano), mandorle di mare e pesche tabacchiere (Pino), fegato di vitello e cucumarazzu (Sara) (Si salva Katia).
  - Ripescati: Pino e Sara.
  - Eliminati: Ilaria e Gaetano.

#### Episodio 8
Partecipanti: Alessia, Anna, Claudio, Franco, Gianni, Jack, Katia, Laura, Linda, Martina, Mary, Pino, Reza, Samuele, Sara, Simone G.
- Prova in esterna
  - Sede: Boario Terme
  - Ospiti: 15 coppie in nozze d'oro
  - Squadra blu: Reza (caposquadra, nominato dai giudici), Katia, Mary, Samuele, Laura, Claudio, Alessia, Simone G.
  - Squadra rossa: Pino (caposquadra, nominato dai giudici), Anna, Jack, Martina, Sara, Gianni, Franco, Linda.
  - Piatti del menù: Cocktail di gamberi rivisitato, Anatra all'arancia con patate duchessa (squadra rossa), Tagliolini paglia e fieno mari e monti, Zuccotto di zuppa inglese (squadra blu).
  - Vincitori: squadra rossa.
- Pressure Test
  - Sfidanti: Alessia, Claudio, Katia, Laura, Mary, Reza, Samuele, Simone G.
  - Prova: preparare e friggere delle empanadas, con un ripieno ed una salsa a proprio piacimento (si salvano Katia, Simone G., Mary, Claudio, Reza, Alessia e Samuele).
  - Eliminata: Laura.

### Quinta puntata
Data: giovedì 9 gennaio 2025

#### Episodio 9
Partecipanti: Alessia, Anna, Claudio, Franco, Gianni, Jack, Katia, Linda, Martina, Mary, Pino, Reza, Samuele, Sara, Simone G.
- Golden Mystery Box
  - Tema: la precisione.
  - Prova: all'interno della Mystery i concorrenti trovano un raviolo e una porzione di lasagna. Sono inoltre presenti un dado e un calibro per le misurazioni. I concorrenti ai quali, lanciato il dado, esce la faccia "x9", dovranno ingrandire le proporzioni del raviolo di nove volte, se invece esce la faccia ":9" dovranno rimpicciolire le proporzioni della lasagna di nove volte.
  - Piatti migliori: Le lasagne di Sampei (Anna), Piccole gioie (Alessia), J.C. Airways (Jack), Lasagna mari e monti (Simone G.), Chicca, io e nonna (Linda), Lasagnetta per me (Samuele).
  - Vincitore: Samuele.
  - Immuni: Alessia, Anna, Simone G.
- Invention Test
  - Tema: la reazione di Maillard
  - Prova: i concorrenti dovranno ottenere una perfetta reazione di Maillard su un ingrediente protagonista scelto da Samuele, il vincitore della Mystery Box. Può inoltre assegnare un ulteriore svantaggio a due concorrenti, che dovranno lasciare la loro postazione fino a quando non passano un'interrogazione con Bruno Barbieri, e sceglie di svantaggiare Franco e Jack.
  - Assegnazioni del vincitore della Mystery Box: filetto (Linda, Gianni, Reza, Mary), capesante (Jack, Claudio, Pino, Franco), cipolla (Katia, Sara, Martina).
  - Piatto migliore: Era meglio la genovese (Sara).
  - Piatti peggiori: In ndu vai enno cipolle (Martina), La Nina, la Pinta e la Santa Capa (Franco), Un Maillard ubriaco (Gianni), Profumo di cipolla (Katia).
  - Eliminata: Martina.

#### Episodio 10
Partecipanti: Alessia, Anna, Claudio, Franco, Gianni, Jack, Katia, Linda, Mary, Pino, Reza, Samuele, Sara, Simone G.
- Skill Test
  - Tema: L'eredità di Gualtiero Marchesi
  - Ospiti: Andrea Berton e Davide Oldani
  - Proposte: Merluzzo impanato al nero di seppia con gazpacho e asparagi di mare (Chef Berton), Raviolo con foglia di prezzemolo su riso mantecato con purea di spinaci (Chef Oldani).
  - Prova: la prova è divisa in due batterie scelte da Sara: la prima è formata da Alessia, Gianni, Katia, Linda, Mary, Pino e Sara, che affronteranno il primo step, mentre la seconda è formata da Anna, Claudio, Franco, Jack, Reza, Samuele e Simone G. I peggiori delle batterie si sfideranno a duello per salvarsi.
  - Primo step: replicare il piatto proposto da chef Berton, che potrà aiutare i concorrenti che secondo lui necessitano (si salvano Linda, Katia, Gianni, Sara, Mary e Pino).
  - Secondo step: replicare il piatto proposto da chef Oldani, che potrà aiutare i concorrenti che secondo lui necessitano. Anna decide di usare la sua Golden Pin, salvandosi di conseguenza (si salvano Claudio, Simone G., Samuele, Jack e Franco)
  - Sconfitti: Alessia e Reza.
  - Duello: realizzare un piatto a base di ricciola, ispirandosi a quello presentato da chef Oldani (si salva Alessia).
  - Eliminato: Reza.

### Sesta puntata
Data: giovedì 16 gennaio 2025

#### Episodio 11
Partecipanti: Alessia, Anna, Claudio, Franco, Gianni, Jack, Katia, Linda, Mary, Pino, Samuele, Sara, Simone G.
- Mystery Box
  - Tema: il risparmio energetico in cucina.
  - Ingredienti: cavolo romanesco, porro, carota, piselli, funghi cardoncelli, yogurt, noci di Macadamia, blu del Moncenisio, farina di grano saraceno, calamansi.
  - Prova: preparare un piatto vegetariano utilizzando solamente 15 minuti di energia elettrica e tutti o alcuni dei 10 ingredienti.
  - Piatti migliori: Eco (Jack), Fungetiell' corecat (Sara), Respect (Franco).
  - Vincitore: Jack.
- Invention Test
  - Tema: la pizza fritta.
  - Ospite: Franco Pepe
  - Prova: realizzare una pizza fritta stesa o un conetto di pizza con condimento a piacere. Jack ha il vantaggio di assaggiare la pizza dello chef Pepe e inoltre anche quello di assegnare a due avversari l'obbligo di realizzare entrambi i formati, e sceglie Samuele e Sara.
  - Piatto migliore: Ricordo di un lassi indiano (Anna).
  - Piatto peggiore: Scuorno (Sara).
  - Sconfitta: Sara. I giudici decidono di non eliminare nessun concorrente, e di far passare Sara direttamente al secondo livello dello Skill Test, dove avrà inoltre 10 minuti in meno rispetto agli altri.

#### Episodio 12
Partecipanti: Alessia, Anna, Claudio, Franco, Gianni, Jack, Katia, Linda, Mary, Pino, Samuele, Sara, Simone G.
- Skill Test
  - Tema: la cucina peruviana.
  - Ospite: Pía León.
  - Prova: la prova viene svolta in coppie formate da Anna.
  - Coppie formate: Alessia-Jack, Anna-Samuele, Claudio-Franco, Gianni-Pino, Katia-Mary, Linda-Simone G.
  - Primo step: cucinare un piatto utilizzando almeno tre ingredienti della cucina peruviana (peperoncino rocoto, aji amarillo, aji limo, mais bianco, mais viola, olluco) insieme ad altri a scelta tra zucca zapallo, patata dolce, camote, calamaro, filetto di maiale e riduzione di mais viola. La chef inoltre potrà sostitursi per tre minuti al componente di una coppia in difficoltà (si salvano le coppie Gianni-Pino, Katia-Mary, Alessia-Jack e Claudio-Franco)
  - Secondo step: preparare un piatto di pesce utilizzando obbligatoriamente due frutti, la cirimoia e il lulo. Durante lo svolgimento della prova, la chef León assegna un terzo frutto da aggiungere obbligatoriamente alle preparazioni: il pacay. Samuele decide di usare la sua Golden Pin, salvandosi di conseguenza (si salvano Simone G., Sara e Anna).
  - Eliminata: Linda.

### Settima puntata
Data: giovedì 23 gennaio 2025

#### Episodio 13
Partecipanti: Alessia, Anna, Claudio, Franco, Gianni, Jack, Katia, Mary, Pino, Samuele, Sara, Simone G.
- Golden Mystery Box
  - Ospiti: Debora e Iginio Massari
  - Tema: il panettone.
  - Ingredienti: lattuga romana, mazzancolle, fegatini di pollo, paprika affumicata, seirass, melanzana lunga, carne salada, finferli, peperone corno rosso.
  - Prova: i concorrenti devono realizzare un panettone gastronomico, da farcire a proprio piacimento con gli ingredienti a disposizione.
  - Piatti migliori: Com'è buono il panettone da Trieste in giù (Franco), Pan Canasta (Katia), Mattone gastronomico (Simone G.), Chiedo scusa al maestro (Pino), Cinque strati di goduria (Mary), Panettone inaspettato (Jack).
  - Vincitore: Simone G.
  - Immuni: Franco, Katia, Mary.
- Invention Test
  - Tema: la pasticceria.
  - Prova: preparare un croquembouche di altezza venti centimetri. Debora Massari sarà disponibile ad aiutare i concorrenti che ne hanno bisogno per tre minuti. Il vincitore della Mystery Simone G. potrà privare tre concorrenti dell'aiuto della pasticcera, e sceglie di svantaggiare Alessia, Anna e Pino.
  - Dolce migliore: Anna.
  - Dolci peggiori: Sara, Claudio, Pino.
  - Eliminato: Pino.

#### Episodio 14
Partecipanti: Alessia, Anna, Claudio, Franco, Gianni, Jack, Katia, Mary, Samuele, Sara, Simone G.
- Prova in esterna
  - Sede: Pontremoli
  - Ospiti: 25 ristoratori della zona.
  - Squadra blu: Anna (caposquadra), Jack, Mary, Claudio, Sara.
  - Squadra rossa: Franco (caposquadra, nominato da Anna), Alessia, Gianni, Katia, Samuele. Simone G. viene messo in panchina da Anna, e i due capitani possono scegliere di fare uno scambio durante la prova con un concorrente della propria brigata: Franco decide di scambiarlo con Alessia, per poi scambiarli nuovamente alla fine, mandando Simone G. al Pressure Test.
  - Piatti del menù: Testaroli al pesto, pollo cotto nel testo, con contorno e salsa a scelta (squadra rossa), Testaroli con sugo ai funghi, agnello di Zeri con contorno e salsa a scelta (squadra blu).
  - Vincitori: squadra rossa.
- Pressure Test
  - Sfidanti: Anna, Claudio, Jack, Mary, Sara, Simone G.
  - Prova: i concorrenti dovranno cucinare un piatto utilizzando una tra le combinazioni di ingredienti proposte dai giudici: la prima è di acqua dolce, che ha la rana come ingrediente protagonista, la seconda è di acqua salata, con ingrediente protagonista la rana pescatrice. Franco, capitano della squadra vincitrice in esterna, dovrà scegliere quale combinazione assegnare agli sfidanti. Assegna la prima a Claudio, Jack e Sara, la seconda ad Anna, Mary e Simone G. Sia Jack che Simone G. decidono di utilizzare la loro Golden Pin, salvandosi di conseguenza (si salvano Claudio, Anna e Mary).
  - Eliminata: Sara.

### Ottava puntata
Data: giovedì 30 gennaio 2025

#### Episodio 15
Partecipanti: Alessia, Anna, Claudio, Franco, Gianni, Jack, Katia, Mary, Samuele, Simone G.
Premessa: sotto la Mystery Box i concorrenti trovano un invito al ristorante di chef Cannavacciuolo, Villa Crespi, insieme al grembiule del colore della squadra di cui faranno parte. Ciò significa che l'ordine solito delle prove è stato invertito: la prova in esterna viene tenuta durante la prima parte della puntata, la Mystery Box nella seconda. 
- Prova in esterna
  - Sede:  Villa Crespi
  - Ospiti: 15 membri dello staff.
  - Squadra blu: Samuele (caposquadra, nominato dalla maggioranza), Anna, Jack, Mary, Simone G.
  - Squadra rossa: Katia (caposquadra, nominato dalla maggioranza), Alessia, Claudio, Franco, Gianni.
  - Ingrediente protagonista: animelle (squadra rossa), rombo (squadra blu), colatura di alici (entrambe le squadre). I concorrenti dovranno cucinare a staffetta: il caposquadra rimarrà durante l'intera prova, mentre il suo braccio destro cambierà ad ogni turno. Entrambe le squadre avranno chef Cannavacciuolo come sous chef per un solo turno della staffetta.
  - Vincitori: squadra rossa.

- Pressure Test
  - Sfidanti: Anna, Jack, Mary, Samuele, Simone G.
  - Primo step: ordinare cinque tipi di peperoncino in scala dal più piccante al meno piccante. I primi due concorrenti che vincono avranno 45 minuti per cucinare nel secondo step anziché 35 (vincono Samuele e Jack).
  - Secondo step: realizzare un piatto che abbia come ingredienti protagonisti il cioccolato e il peperoncino (si salvano Jack, Mary, Anna e Simone G.).
  - Eliminato: Samuele.

#### Episodio 16
Partecipanti: Alessia, Anna, Claudio, Franco, Gianni, Jack, Katia, Mary, Simone G.
- Red Mystery Box
  - Tema: il guscio. È l'ultima Mystery Box dell'edizione ad avere in palio la Golden Pin.
  - Ingredienti: king crab, noce di cocco, uovo di struzzo, mangostano, melograno, noci, tamarindo, edamame, noce moscata, garusoli.
  - Piatti migliori: Il budino di nonna Pan (Anna), Tutte le strade portano a Napoli (Katia).
  - Vincitrice: Katia.
  - Piatti peggiori: Piatto spaccato (Gianni, nominato da Katia), King crash salad (Alessia), Tramonto sul mare (Mary), Caraibi (Simone G.), Crazy Claudy (Claudio).
  - Sconfitti: Gianni, Alessia, Mary, Claudio.

- Pressure Test
  - Sfidanti: Alessia, Claudio, Gianni, Mary.
  - Ingredienti: petto d'anatra, riso, provolone del Monaco, broccoli, squacquerone, barbabietola, rafano.
  - Prova: i concorrenti dovranno realizzare un piatto in trenta minuti, utilizzando tutti gli ingredienti che hanno riconosciuto con i cinque sensi (si salvano Mary, Claudio e Gianni).
  - Eliminata: Alessia.

### Nona puntata
Data: giovedì 6 febbraio 2025

#### Episodio 17
Partecipanti: Anna, Claudio, Franco, Gianni, Jack, Katia, Mary, Simone G.
- Mystery Box
  - Ospite: Pablo Trincia
  - Tema: il crimine gastronomico.
  - Prova: Dopo aver ascoltato un podcast raccontato da Pablo Trincia, i concorrenti devono creare un piatto abbinando perfettamente pesce e formaggio.
  - Ingredienti: gorgonzola, pecorino, mozzarella, scampi, mussoli, branzino. I concorrenti possono usare uno o più tipi di pesce e formaggio assieme ad altri ingredienti presi dalla dispensa.
  - Piatti migliori: Assassinio sull'Orient Express (Anna), L'ho scampata (Claudio), Accoglienza (Franco).
  - Vincitore: Claudio.

- Invention Test
  - Tema: la musica.
  - Proposte: lenticchie rosse e zucca bottiglia (riferiti alla cultura psichedelica con la canzone Lucy in the Sky with Diamonds dei Beatles); creste di gallo e birra (riferiti alla cultura punk con la canzone London Calling dei The Clash); bacon e concentrato di pomodoro (riferiti alla cultura pop con la canzone Wake Me Up Before You Go-Go dei Wham!).
  - Assegnazioni del vincitore della Mystery Box: Claudio sceglie per sè stesso e per Katia la seconda proposta, e assegna la prima proposta a Gianni, Franco e Mary e la terza a Anna, Jack e Simone G., Katia decide di giocarsi la Golden Pin e di conseguenza salvarsi.
  - Piatto migliore: Franco in The Varanasi Sky (Franco).
  - Piatti peggiori: Punk is not dead (Claudio), Psychedelic moon (Mary), Filetto vegano alla Schopenhauer (Gianni).
  - Eliminato: nessuno, Mary e Gianni ricevono il grembiule nero e vanno direttamente al Pressure Test.

#### Episodio 18
Partecipanti: Anna, Claudio, Franco, Gianni, Jack, Katia, Mary, Simone G.
- Prova in esterna
  - Sede: Mart di Rovereto
  - Ospiti: 5 critici gastronomici e artistici.
  - Squadra gialla: Anna, Franco.
  - Squadra rossa: Claudio, Jack.
  - Squadra blu: Katia, Simone G.
  - Ingredienti protagonisti: farina di polenta (squadra gialla), tre tipi di pasta secca (squadra rossa), mela (squadra blu). Le tre squadre devono preparare un piatto ispirandosi alle opere principali di tre diverse culture artistiche: futurismo (squadra blu), astrattismo (squadra gialla) e metafisica (squadra rossa).
  - Vincitori: squadra gialla

- Pressure Test
  - Sfidanti: Claudio, Gianni, Jack, Katia, Mary, Simone G.
  - Ospite: Jacopo Ticchi
  - Prova: i concorrenti devono preparare un piatto usando una delle sei parti ricavate da un ombrina frollata. Anna e Franco, vincitori della prova in esterna, hanno il vantaggio di assegnare una parte a ciascun concorrente e assegnano il filetto basso a Mary, il filetto alto a Gianni, la ventresca a Jack, il collare a Simone G., la testa a Claudio e infine la coda a Katia (si salvano Jack, Claudio, Mary, Katia e Simone G.).
  - Eliminato: Gianni

### Decima puntata
Data: giovedì 13 febbraio 2025

#### Episodio 19
Partecipanti: Anna, Claudio, Franco, Jack, Katia, Mary, Simone G.
- Mystery Box
  - Tema: l'adolescenza
  - Prova: sotto la Mystery Box, oltre agli ingredienti principali, i concorrenti trovano una loro foto da adolescenti. Affiancati da 7 ragazzi adolescenti studenti dell'alberghiero, i concorrenti devono cucinare a staffetta con loro, alternandosi ogni 10 minuti e finendo il piatto insieme negli ultimi 10 minuti.
  - Ingredienti: patate novelle, primosale, rossetti, spinacini, baby banana, controfiletto di tacchino, fiore di zucca, papaya verde, ciauscolo, peschiole.
  - Piatti migliori: Teenage Dream (Jack), Forza e Determinazione (Mary), I ravioli di Anna e Giuseppe (Anna).
  - Vincitore: Jack.

- Invention Test
  - Tema: la cucina olistica
  - Ospite: Rasmus Munk
  - Prova: ispirandosi a dei piatti preparati dallo chef Munk, i concorrenti devono preparare un piatto usando come protagonista l'ingrediente principale di ciascun piatto. Jack, vincitore della Mystery Box, ha il vantaggio di assaggiare i piatti preparati dall'ospite e di assegnare gli ingredienti protagonisti per sè stesso e per gli altri concorrenti.
  - Assegnazioni del vincitore della Mystery Box: Jack sceglie per sè i gamberetti dei fiordi, usati nel primo piatto, assegna a Anna, Mary e Claudio lo zafferano, usato nel secondo piatto, e infine a Katia, Franco e Simone G. la testa e il collo di gallina, usati nel terzo piatto.
  - Piatto migliore: Skjult (Mary).
  - Piatti peggiori: Zafferano al posto del cervello (Claudio), Convivio nordico (Anna), Masaniello (Katia).
  - Eliminato: Claudio.

#### Episodio 20
Partecipanti: Anna, Franco, Jack, Katia, Mary, Simone G.
- Skill Test
  - Tema: la cucina francese
  - Ospite: Hélène Darroze
  - Primo step: preparare un piatto che abbia come protagonista il coniglio e una salsa a base di senape. Mary, vincitrice dell'Invention Test, ha il vantaggio di assaggiare il piatto della chef e di assegnare a due concorrenti un ingrediente obbligatorio da aggiungere, ossia il sedano (in quanto ingrediente che la chef Darroze detesta), e sceglie di darlo a Katia e Simone G. (Si salvano Mary e Franco).
  - Secondo step: preparare un piatto utilizzando la spezia tandoori, Mary ha il vantaggio di assegnare ai concorrenti un ingrediente principale del piatto della chef Darroze, e assegna l'astice blu ad Anna, l'agnello a Katia, la pastinaca a Simone G. e infine il maialino da latte a Jack. (Si salvano Anna e Simone G.).
  - Terzo step: preparare un piatto usando cinque ingredienti, scegliendo ogni volta per sè tra due proposte se si vuole il primo scoperto o il secondo coperto, con il primo ingrediente scelto a inizio prova e i 4 successivi svelati e scelti ogni 5 minuti. (Si salva Jack).
  - Eliminata: Katia.

### Undicesima puntata
Data: giovedì 20 febbraio 2025

#### Episodio 21
Partecipanti: Anna, Franco, Jack, Mary, Simone G.
- Mystery Box
  - Ospiti: Eleonora Riso e Niccolò Califano, rispettivamente vincitrice e concorrente della tredicesima edizione.
  - Tema: gli opposti si attraggono.
  - Ingredienti: melanzane, seppia, lemongrass, albicocche, bardiccio fiorentino (scelti da Eleonora), birra scura, coriandolo, cozze, zenzero, labaneh (scelti da Niccolò), i concorrenti devono usare tutti gli ingredienti sapendoli integrare perfettamente.
  - Piatti migliori: Tutti insieme appassionatamente (Anna), Connubio (Jack), Wedding Day (Simone G.).
  - Vincitore: Simone G.

- Invention Test
  - Tema: la cucina scandinava.
  - Ospite: Amanda Eriksson.
  - Prova: replicare il piatto della chef Eriksson, ossia renna affumicata con patata, gel di mirtillo rosso, scalogno scottato e marinato, e demi-glace di renna, Simone G. ha il vantaggio di poter fermare un concorrente per 5 minuti, passati 10 minuti dall'inizio della prova, e un secondo concorrente per 10 minuti, passati 20 minuti dall'inizio della prova, e sceglie di fermare rispettivamente Mary e Franco.
  - Piatto migliore: Anna.
  - Piatti peggiori: Jack, Mary, Franco.
  - Sconfitto: Franco, che riceve il grembiule nero e va direttamente al Pressure Test.

#### Episodio 22
Partecipanti: Anna, Franco, Jack, Mary, Simone G.
- Prova in esterna
  - Sede: ristorante Quattro Passi, Nerano.
  - Ospiti: Antonio e Fabrizio Mellino.
  - Assegnazioni della vincitrice dell'Invention Test: wafer di triglia con spuma d'arancia, olio al rosmarino e olio all'arancia (Simone G.), fiore di loto di calamaro con tartare di scampo e mezza sfera di caviale su acqua di mela verde (Anna), linguine alla Nerano (Jack), filetto di spigola in foglia di lattuga romana su salsa di acetosella e limone (Mary), i concorrenti devono cucinare per 9 ospiti del ristorante, giudici compresi, che ordineranno due piatti ciascuno dei quattro proposti.
  - Vincitrice: Anna.

- Pressure Test
  - Sfidanti: Franco, Jack, Mary, Simone G.
  - Prova: utilizzando una griglia giapponese, i concorrenti devono cucinare un controfiletto di Wagyu e delle ostriche. La prova è suddivisa in due step: nel primo step i concorrenti devono preparare un piatto usando uno dei due ingredienti principali in 30 minuti, nel secondo step invece usando l'altro ingrediente in 20 minuti. (Si salvano Jack, Mary e Simone G.)
  - Eliminato: Franco.

### Dodicesima puntata
Data: giovedì 27 febbraio 2025

#### Episodio 23
Partecipanti:  Anna, Jack, Mary, Simone G.
- Mystery Box
  - Ospite: Mauro Colagreco
  - Prova: I concorrenti devono reinterpratare un piatto dello chef Colagreco, ossia un piccione nel cedro, con farcitura, salsa e contorno a piacere.
  - Vincitore: Simone G., che accede direttamente alla sfida finale
- Invention Test
  - Prova: preparare un piatto creativo usando come protagonisti gli ingredienti usati in tre piatti dello chef Colagreco, Simone G. ha il vantaggio di assegnare i diversi ingredienti a ciascun concorrente.
  - Assegnazioni del vincitore della Mystery Box: fiori di cosmos (Mary), lattuga asparago (Jack), cavolo rapa (Anna).
  - Piatto migliore: Jack
  - Eliminata: Mary

#### Episodio 24
Partecipanti: Anna, Jack, Simone G.
- Ristorante di Masterchef
  - Menù degustazione "L'Eden di YilAnna" di Anna: L'albero della vita e l'elisir di eterna giovinezza; Il sorriso di mia madre; Il potere del tempo; Uguale Babà, no?.
  - Menù degustazione "Ci vediamo dall'altra parte" di Jack: Road Trip; Giro del mondo; Profondo Bianco; Fioritura.
  - Menù degustazione "Un giro nelle Langhe" di Simone G.: Il vitello abbraccia il tonno; L'Alba nel piatto; Anatis; Il mascarpone incontra il Barolo.
- Vincitrice della quattordicesima edizione di MasterChef Italia: Yi Lan "Anna" Zhang

## Ascolti
| Puntata     | Episodio | Sky Uno          | Sky Uno                                           | Sky Uno | Fonte  |
| Puntata     | Episodio | Messa in onda    | Telespettatori (Sky Uno/+1, repliche e on demand) | Share   | Fonte  |
| ----------- | -------- | ---------------- | ------------------------------------------------- | ------- | ------ |
| 1 - Provini | 1        | 12 dicembre 2024 | 1 006 000                                         | 4,20%   | [ 1 ]  |
| 1 - Provini | 2        | 12 dicembre 2024 | 767 000                                           | 4,90%   | [ 1 ]  |
| 2           | 3        | 19 dicembre 2024 | 637 000                                           | 3,20%   | [ 2 ]  |
| 2           | 4        | 19 dicembre 2024 | 534 000                                           | 3,50%   | [ 2 ]  |
| 3           | 5        | 26 dicembre 2024 | 908 000                                           | 4,30%   | [ 3 ]  |
| 3           | 6        | 26 dicembre 2024 | 732 000                                           | 4,60%   | [ 3 ]  |
| 4           | 7        | 2 gennaio 2025   | 1 001 000                                         | 3,90%   | [ 4 ]  |
| 4           | 8        | 2 gennaio 2025   | 917 000                                           | 5,30%   | [ 4 ]  |
| 5           | 9        | 9 gennaio 2025   | 929 000                                           | 4,60%   | [ 5 ]  |
| 5           | 10       | 9 gennaio 2025   | 823 000                                           | 5,70%   | [ 5 ]  |
| 6           | 11       | 16 gennaio 2025  | 1 076 000                                         | 4,40%   | [ 6 ]  |
| 6           | 12       | 16 gennaio 2025  | 850 000                                           | 5,20%   | [ 6 ]  |
| 7           | 13       | 23 gennaio 2025  | 922 000                                           | 3,90%   | [ 7 ]  |
| 7           | 14       | 23 gennaio 2025  | 694 000                                           | 4,40%   | [ 7 ]  |
| 8           | 15       | 30 gennaio 2025  | 996 000                                           | 4,30%   | [ 8 ]  |
| 8           | 16       | 30 gennaio 2025  | 753 000                                           | 4,60%   | [ 8 ]  |
| 9           | 17       | 6 febbraio 2025  | 877 000                                           | 3,60%   | [ 9 ]  |
| 9           | 18       | 6 febbraio 2025  | 701 000                                           | 4,20%   | [ 9 ]  |
| 10          | 19       | 13 febbraio 2025 | 602 000                                           | 2,10%   | [ 10 ] |
| 10          | 20       | 13 febbraio 2025 | 467 000                                           | 2,30%   | [ 10 ] |
| Semifinale  | 21       | 20 febbraio 2025 | 907 000                                           | 3,90%   | [ 11 ] |
| Semifinale  | 22       | 20 febbraio 2025 | 750 000                                           | 4,50%   | [ 11 ] |
| Finale      | 23       | 27 febbraio 2025 | 1 022 000                                         | 5,10%   | [ 12 ] |
| Finale      | 24       | 27 febbraio 2025 | 957 000                                           | 6,60%   | [ 12 ] |
| Media       | Media    | Media            | 826 000                                           | 4,30%   |        |